# Ун'юганське сільське поселення
Ун'юга́нське сільське поселення (рос. Унъюганское сельское поселение) — сільське поселення у складі Октябрського району Ханти-Мансійського автономного округу Тюменської області Росії.
Адміністративний центр та єдиний населений пункт — селище Ун'юган.
Населення сільського поселення становить 4268 осіб (2017; 4577 у 2010, 5067 у 2002).